# Barradão
Estádio Manoel Barradas is een multi-functioneel sportstadion in Salvador, Brazilië. Het stadion heeft een capaciteit van 35.632 zitjes. Het werd gebouwd in 1986 en ingehuldigd in 1991. Het is de thuishaven van voetbalclub EC Vitória. Het werd vernoemd naar Manoel Barradas. Het grootste toeschouwersaantal werd bereikt in 1999, toen 51.576 mensen de wedstrijd EC Vitória-Atlético Mineiro bekeken.